# 조제프 은도
조제프 시릴 은도(프랑스어: Joseph Cyrille N'Do, 1976년 4월 28일 ~ )는 카메룬의 전 프로 축구 선수로, 공격형 미드필더나 공격수로 활약했다. 그는 카메룬 국가대표팀에서 21경기에 출전하여 두 골을 기록했다.

## 구단 경력
은도의 첫 번째 유럽 클럽은 스위스 클럽 뇌샤텔 크사막스였다. 그는 1998-99년 시즌을 크사막스에서 보냈으며, 클럽은 6위를 차지했다.
그 후 그는 스트라스부르에 합류하여 1999-2000년 시즌과 2000-01년 시즌을 클럽에서 보냈다. 클럽은 2000-01년 쿠프 드 프랑스에서 우승했지만 같은 시즌 리그 2로 강등되었다. 이후 은도는 사우디아라비아로 이적했다.
은도의 첫 아일랜드 클럽은 2003년에 합류한 세인트 패트릭스 애슬레틱이었다. 2003년 리그 오브 아일랜드 이후, 그는 2004년에 더블린 라이벌 셸본과 계약을 맺었고, 8월에 코크 시티를 상대로 데뷔 전을 치렀다. 은도는 2006년 7월 9일에 열린 2006년 UEFA 인터토토컵 2라운드에서 오덴세 BK와의 홈 경기에서 레즈의 유일한 골을 넣었지만, 팀은 총합 3-1로 대회에서 탈락했다.
은도는 셸본의 리그 우승을 4년 만에 이끈 2006년 시즌에 리그 우승 메달을 획득했다. 2006년 11월, 그는 셸본의 리그 우승 캠페인에 기여한 공로로 동료 프로들로부터 PFAI 올해의 선수로 선정되었다. 그 결과 올해의 팀에 포함되었다.
셸본과의 계약 기간을 마친 후, 은도는 2006년 12월, 존 맥도넬의 팀과 계약하면서 세인트 패트릭스 애슬레틱에 다시 합류했다.
그는 2008년 7월에 섐록 로버스와 임대 계약을 체결했으며, 8월 29일에 열린 경기에서 한 골을 기록했다.

## 국가대표팀 경력
은도는 1998년 FIFA 월드컵 직전 클로드 르 로이에게 발각된 후 카메룬 국가대표팀에서 뛰었으며, 그 대회 동안 세 경기에 출전했다. 2002년 FIFA 월드컵 예선 전에서는 세 번 출전했지만 결승전에서는 교체 선수로 출전하지 않았다. 2002년 이후에는 카메룬 국가대표팀에서 뛰지 않았고, 다시 돌아오기를 원하지 않는다는 의사를 공개적으로 표명했다. 은도는 시니어 레벨에서 자국을 대표하여 21경기에 출전했다.